# سالیوت ۱
سالیوت 1 (DOS-1) (روسی: Салют-۱) اولین ایستگاه فضایی از نوع خود بود، که توسط اتحاد جماهیر شوروی در ۱۹ آوریل ۱۹۷۱ در مدار پایین زمین قرار گرفته و کارش را شروع کرد. برنامه فضایی سالیوت با پنج راه اندازی موفق تر از هفت ایستگاه دیگر این کار را دنبال کرد. زیوزدا (ماژول ایستگاه فضایی) هسته اصلی برنامه روسیه از ایستگاه فضایی بین‌المللی شد و در مدار قرار دارد.

## زمینه
سالیوت ۱ به عنوان برنامه اصلاح شده ایستگاه فضایی نظامی آلماز محسوب شده و در حال توسعه بود.  در ژوئیه ۱۹۶۹، پس از فرود آمدن آپولو ۱۱ بر روی ماه اتحاد جماهیر شوروی شروع به تغییر پایه‌ای برنامه فضایی سرنشین دار خود به مدار ایستگاه‌های فضایی کرد، با این احتمال که یک تقویت کننده قمری ممکن است بعداً در دهه ۱۹۷۰ در صورت پرواز تقویت کننده N-1 بتواند پرواز کند.  یکی دیگر از انگیزه‌های برنامه ایستگاه فضایی، تمایل به یکپارچه‌سازی برنامه اسکای‌لب ایالات متحده که در حال توسعه بود. ساختار اساسی سالیوت ۱ با چند تغییر از آلماز اقتباس شده‌است و پایه و اساس تمام ایستگاه‌های فضایی شوروی را از طریق میر تشکیل می‌دهد. 

## تاریخچه ساخت و بهره‌برداری
ساخت سالیوت ۱ از اوایل سال ۱۹۷۰ آغاز شد و پس از تقریباً یک سال از پایگاه فضایی بایکونور پرتاب شد. هنوز برخی کارهای مونتاژ باقی مانده بود و این کار در مرکز پرتاب به پایان رسید. برنامه سالیوت توسط کریم کریموف رئیس کمیسیون امور خارجه مأموریت‌های سایوز اداره شد. 

## ساختار
در زمان راه اندازی، هدف اعلام شده سالیوت، آزمایش اجزاء سیستم‌های یک ایستگاه فضایی و انجام تحقیقات و آزمایش‌های علمی بود. طول سالیوت ۲۰ متر (۶۶ فوت) و قطر آن حداکثر ۴ متر (۱۳ فوت) و حجم فضای داخلی آن ۹۹ متر مکعب (۳٬۵۰۰ فوت مکعب) و جرم خشک آن در مدار ۱۸٬۴۲۵ کیلوگرم (۴۰٬۶۲۰ پوند) بود. از میان چندین محفظه آن، سه مورد تحت فشار قرار گرفتند (۱۰۰ متر مربع در کل)، و دو مورد نیز توسط خدمه وارد شدند.

## مشخصات[۲]
- طول - ۱۵٫۸ متر
- حداکثر قطر - ۴٫۱۵ متر
- حجم قابل سکونت - ۹۰ متر مربع
- توده در هنگام پرتاب - ۱۸٫۹۰۰ کیلوگرم
- پرتاب وسیله نقلیه - پروتون (۳–۴ مرحله)
- در عرض آرایه‌های خورشیدی - حدود ۱۰ متر
- مساحت آرایه‌های خورشیدی - ۲۸ متر مربع
- تعداد آرایه‌های خورشیدی - ۴
- حمل و نقل مجدد - Salyut از نوع Soyuz (ماموریت‌های طراحی مجدد Soyuz انجام می‌شد، اما این اتفاق نیفتاد)
- تعداد درگاه‌های docking - 1
- کل ماموریت‌های هدایت شده - ۲
- کل ماموریت‌های مدیریت طولانی مدت - ۱

## بازدید از فضاپیما و خدمه

### سایوز ۱۰
بعد از گرفتن ۲۴ ساعتی که برای ریزگردها و رویکردها آماده شده بود، سایوز۱۰یوز با استفاده از سالیوت در ساعت ۰۱:۴۷ در تاریخ ۲۴ آوریل (UTC) لنگر انداخت و برای ۵٫۵ ساعت ماند. اتصال سخت به دلیل نقص فنی ناموفق بود. خدمه نتوانستند وارد ایستگاه شوند و مجبور شدند مأموریت را منتفی کنند.
| اعزامی   | خدمه                                                | تاریخ عرضه    | پرواز کردن | تاریخ فرود    | پرواز به پایین | مدت زمان (روزها) | یادداشت                  |
| -------- | --------------------------------------------------- | ------------- | ---------- | ------------- | -------------- | ---------------- | ------------------------ |
| سایوز ۱۰ | ولادیمیر شاتالوف، الکسی یلیسیف و نیکولای رکاویشنیکف | ۲۳ آوریل ۱۹۷۱ | سایوز ۱۰   | ۲۵ آوریل ۱۹۷۱ | سایوز ۱۰       | ۰                | اتصال به سیستم انجام نشد |

### سایوز ۱۱

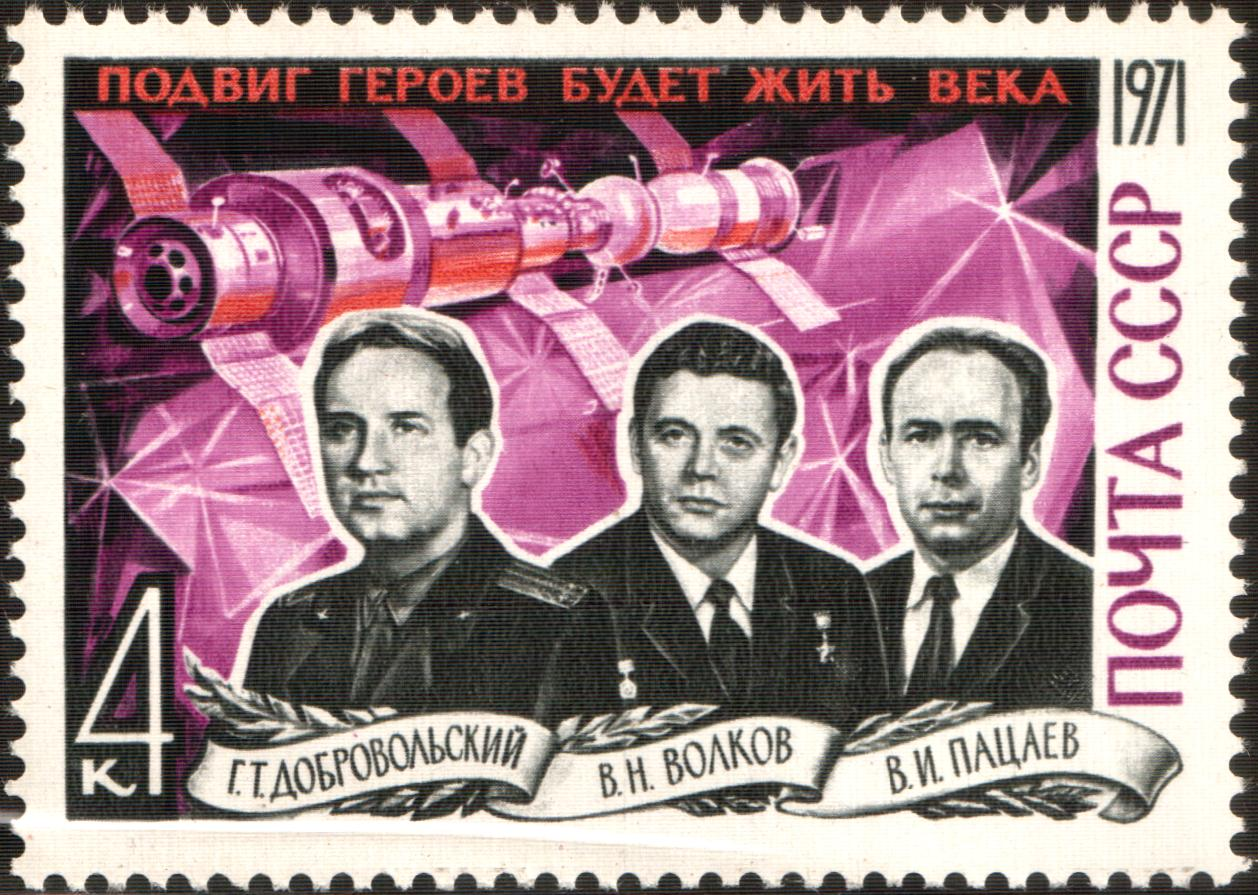
خدمه Soyuz 11 با ایستگاه Salyut در پس زمینه، در تمبر یادبود اتحاد جماهیر شوروی

سایوز۱۱ در ۷ ژوئن ۳ ساعت و ۱۹ دقیقه طول کشید تا لنگر بیندازد. خدمه منتقل شده به سالیوت و مأموریت آنها به شرح زیر اعلام شد:
- بررسی طرح، واحدها، سیستمهای پردازنده و تجهیزات ایستگاه خلبانی مداری
- آزمایش روشهای دستی و مستقل ایستگاه برای جهت‌یابی و پیمایش و همچنین سیستم‌های کنترل برای مانور مجتمع فضایی در مدار
- بررسی زمین‌شناسی سطح زمین، جغرافیا، هواشناسی و پوشش برف و یخ
- بررسی خصوصیات بدنی، فرایندها و پدیده‌های موجود در جو و فضای بیرونی در مناطق مختلف طیف الکترومغناطیسی
- انجام مطالعات دارویی و بیولوژیکی برای تعیین امکان وجود فضانوردان در ایستگاه، کارهای مختلفی را انجام می‌دهد، و بررسی تأثیر پرواز فضا بر روی ارگانیسم انسان است.

در ۲۹ ژوئن، پس از ۲۳ روز و پرواز ۳۶۲ مدار، مأموریت به دلیل مشکلات موجود در ایستگاه از جمله آتش‌سوزی برقی کوتاه شد. خدمه به سایوز ۱۱ منتقل شدند و دوباره به جو زمین بازگشتند. کپسول در یک فرود نرم در قزاقستان با چتر نجات فرود آمد، اما تیم ریکاوری دریچه ای را برای یافتن هر سه عضو خدمه در نیمکت‌های خود باز کرد. در بازرسی مشخص شد که دریچه تسکین فشار در هنگام ورود مجدد دچار اختلال شده و منجر به از بین رفتن جو کابین شده‌است.  خدمه لباس‌های تحت فشار نداشتند، و این حکم صادر شد که تمام مأموریت‌های بعدی سایوز نیاز به استفاده از آنها داشته باشند. 
| اعزامی   | خدمه                                              | تاریخ عرضه                | پرواز کردن | تاریخ فرود                 | پرواز به پایین | مدت زمان (روزها)                    | یادداشت                     |
| -------- | ------------------------------------------------- | ------------------------- | ---------- | -------------------------- | -------------- | ----------------------------------- | --------------------------- |
| سایوز ۱۱ | جورجی دوبروولسکی، ویکتور پاتسایف، ولادیسلاو ولکوف | ۶ ژوئن ۱۹۷۱، 04:55:09 UTC | سایوز ۱۱   | ۲۹ ژوئن ۱۹۷۱، 23:16:52 UTC | سایوز ۱۱       | ۲۳ روز، ۱۸ ساعت، ۲۱ دقیقه، ۴۳ ثانیه | خدمه هنگام ورود مجدد درگذشت |

## ورود مجدد
سالیوت ۱ در ژوئیه-اوت سال ۱۹۷۱ به مدار بالاتر منتقل شد تا اطمینان حاصل شود که از طریق پوسیدگی مداری نابود نمی‌شود. در این میان، کپسول‌های سایوز به‌طور قابل توجهی دوباره طراحی شده‌اند تا در هنگام پرتاب، مانورهای لنگراندازی و ورود مجدد، لباسهای پوشیده شده پوشیده شود.  تلاش مجدد سایوز بسیار طولانی طول کشید، و تا ماه سپتامبر، سالیوت ۱ با استفاده از گاز کنترل نگرش کم بود.  مقرر شد مأموریت ایستگاه جمعبندی شود و در ۱۱ اکتبر موتورهای اصلی برای مانور دوربیت اخراج شدند. پس از ۱۷۵ روز، اولین ایستگاه فضایی جهان بر فراز اقیانوس آرام آتش گرفت.

### اسناد
- Baker, Philip (2007). The Story of Manned Space Stations: An Introduction. Springer-Praxis Books in Astronomy and Space Sciences. Springer Science+Business Media. ISBN 978-0-387-30775-6.
- Ivanovich, Grujica S. (2008). Salyut - The First Space Station: Triumph and Tragedy. Springer-Praxis Books in Astronomy and Space Sciences. Springer Science+Business Media. ISBN 978-0-387-73585-6.
- Portree, David S. F. (March 1995), "Part 2 - Almaz, Salyut, and Mir" , Mir Hardware Heritage , Johnson Space Center Reference Series, NASA, NASA Reference Publication 1357 – via Wikisource
- Shayler, David J.; Hall, Rex D. (2003). Soyuz: A Universal Spacecraft. Springer-Praxis Books in Astronomy and Space Sciences. Springer Science+Business Media. ISBN 1-85233-657-9.